# Saison 3 de Prison Break
Chronologie
Saison 2 Saison 4
Cet article présente les épisodes de la troisième saison du feuilleton télévisé Prison Break.

## Personnages

### Principaux
- Dominic Purcell (VF : Éric Aubrahn) : Lincoln Burrows
- Wentworth Miller (VF : Axel Kiener) : Michael Scofield
- Amaury Nolasco (VF : Laurent Morteau) : Fernando Sucre
- Wade Williams (VF : Marc Alfos) : Brad Bellick
- Robert Knepper (VF : Christian Visine) : Theodore "T-Bag" Bagwell
- Chris Vance (VF : Patrick Mancini) : James Whistler
- Robert Wisdom (VF : Jean-Louis Faure) : Norman "Lechero" St. John
- Danay García (VF : Alexandra Garijo) : Sofia Lugo
- Jodi Lyn O'Keefe (VF : Barbara Delsol) : Gretchen Morgan
- William Fichtner (VF : Guy Chapellier) : Alexander Mahone

### Récurrents et invités
- Carlo Alban (en) (VF : Benjamin Penamaria)  : Luis "McGrady" Gallego
- Laurence Mason (en) (VF : Frantz Confiac)  : Sammy Norino
- Marshall Allman (VF : Yoann Sover) : L.J. Burrows
- Camille Guaty (VF : Caroline Lallau) : Maricruz Delgado
- Barbara Eve Harris (VF : Laure Sabardin) : Felicia Lang, Agent FBI
- Silas Weir Mitchell (VF : Constantin Pappas) : Charles "Haywire" Patoshik
- Leon Russom (VF : Gérard Dessalles)  : Général Jonathan Krantz
- Curtis Wayne (VF : Stéphane Pouplard) : Cheo
- F.J. Rio (VF : Stéphane Pouplard) : Augusto
- John S. Davies (VF : Jacques Feyel) : Elliot Pike
- Kim Coates (VF : Gabriel Le Doze) : Richard Sullins, Agent spécial FBI
- Crystal Mantecón (VF : Laëtitia Lefebvre) : Sœur Mary Francis
- Manny Rubio (VF : Mustrapha Abourachid)  : Juan Nieves
- Carlos Compean (VF : Eric Etcheverry)  : Colonel Escamilla

## Épisodes

### Épisode 1:Survivre
- États-Unis : 17 septembre 2007 sur FOX
- Suisse : 28 novembre 2007 sur TSR1
- France : 29 novembre 2007 sur M6
- Belgique : 21 janvier 2008 sur Be 1
- Québec : 12 juin 2009 sur TVA

- États-Unis : 7,51 millions de téléspectateurs[1](première diffusion)

- Laurence Mason (Sammy)
- Carlo Alban (Luis Gallego)
- Cullen Douglas (Sapo)
- Marshall Allman (Lincoln 'L.J.' Burrows Jr)
- John S. Davies (Elliott Pike)
- Crystal Mantecon (Sœur Mary Francis)
- Curtis Wayne (Cheo)

### Épisode 2:L'Eau et le Feu
- États-Unis : 24 septembre 2007 sur FOX
- Suisse : 5 décembre 2007 sur TSR1
- France : 6 décembre 2007 sur M6
- Belgique : 21 janvier 2008 sur Be 1
- Québec : 19 juin 2009 sur TVA

- Camille Guaty (Maricruz)
- Laurence Mason (Sammy)
- Carlo Alban (Luis Gallego)
- Ravil Isyanov (Wyatt)
- Davi Jay (Papo)
- Curtis Wayne (Cheo)
- John S. Davies (Elliott Pike)
- Manny Rubio (Juan Nieves)
- Carlos Compean (Colonel Escamilla)

Michael cherche à découvrir où se cache Whistler, l'homme qu'il est censé faire évader, mais il n'est pas le seul à s'intéresser à lui : cet homme est accusé d'avoir tué le fils du maire de Panamá City, et le bruit court à Sona que le prisonnier qui parviendrait à le tuer serait libéré. Ce n'est pas la seule préoccupation de la prison car les détenus se retrouvent sans eau après un léger incident de la part d'un des lieutenant de Lechero, Sammy, et les esprits ne tarderont pas à chauffer. Michael interroge Bellick sur le message qu'il lui a glissé dans sa poche avant le combat la veille, ce qui lui conduit à Whistler dans les égouts. Michael promet de revenir l'aider. L'ingénieur va voir Lechero pour lui proposer son aide en échange de laisser Whistler tranquille mais l'ancien baron de la drogue refuse.
Mahone, voulant à tout prix sortir de prison, veut capturer Whistler. Au même moment, Bellick, désespéré par sa situation d'intouchable, dénonce la cachette de Whistler à Lechero qui le récompense. Mahone défend sa prise contre tous les prisonniers voulant le tuer. Pendant ce temps, Michael a récupéré de l'alcool pour en faire une bombe artisanale qu'il place dans le tuyau de la prison. Une explosion retentit dans le sol de la prison, et l'eau revient enfin au sein de la prison. Lechero, reconnaissant envers Michael, annule la prime sur Whistler, comme convenu, au grand dam de Mahone. Le prisonnier défiant l'autorité de Lechero est assassiné et la paix revient dans la prison. Michael et Whistler commencent à planifier l'évasion.

### Épisode 3:Le Chat et la Souris
- États-Unis : 1er octobre 2007 sur FOX
- Suisse : 12 décembre 2007 sur TSR1
- France : 13 décembre 2007 sur M6
- Belgique : 28 janvier 2008 sur Be 1
- Québec : 26 juin 2009 sur TVA

- États-Unis : 7,29 millions de téléspectateurs[2](première diffusion)

- Marshall Allman (Lincoln 'L.J.' Burrows Jr)
- Laurence Mason (Sammy)
- Carlo Alban (Luis Gallego)
- Joe Holt (Pistachio)
- Ramon Franco (Raul)
- F.J. Rio (Augusto)
- Davi Jay (Papo)
- Curtis Wayne (Cheo)

### Épisode 4:Chacun pour soi
- États-Unis : 8 octobre 2007 sur FOX
- Suisse : 19 décembre 2007 sur TSR1
- France : 17 janvier 2008  sur M6
- Belgique : 28 janvier 2008 sur Be 1
- Québec : 3 juillet 2009 sur TVA

- États-Unis : 7,35 millions de téléspectateurs[3](première diffusion)

- Carlo Alban (Luis Gallego)
- Laurence Mason (Sammy)
- Carlos Compean (Colonel Escamilla)
- Crystal Mantecon (Sœur Mary Francis)
- Manny Rubio (Juan Nieves)
- Curtis Wayne (Cheo)
- Silas Weir Mitchell (Charles 'Haywire' Patoshik)

Après l'échec de sa tentative de délivrer Sara et L.J., Lincoln reçoit une boite de la part du Cartel dans laquelle il retrouve la tête de Sara. Michael élabore un plan d'évasion de Sona qui ne peut se faire de nuit car les gardes tirent sur tout ce qui bouge dans le "no man's land". Pour cela, il emprunte la croix en or de McGrady pour provoquer une panne d'électricité dans la prison, pour que Lechero soit obligé de faire appel aux compétences de l'ingénieur qui ira dans le "no man's land" simuler la réparation. Bellick veut se faire inclure dans le plan d'évasion de Michael ; toutefois, sentant que celui-ci va le trahir, il tente de le dénoncer envers Lechero pendant la "réparation" de l'électricité, mais cela se retourne contre lui, quand Michael rétablit l'électricité.
Mahone est hanté par des hallucinations, ayant des visions de Patoshik (qu'il avait conduit au suicide trois semaines plus tôt) le persuadant que Michael veut le trahir. En effet, Michael lui demande de lui apporter un stylo feutre noir qui pourrait être un élément important du plan d'évasion, mais l'ingénieur se joue en réalité de l'ex agent afin de l'occuper. T-Bag devient le trafiquant de drogue du groupe de Lechero en tuant Nieves. Il fournit ainsi gratuitement de l'héroïne à Mahone pour soulager son manque.

### Épisode 5:Interférence
- États-Unis : 22 octobre 2007 sur FOX
- Suisse : 9 janvier 2008 sur TSR1
- France : 24 janvier 2008 sur M6
- Belgique : 4 février 2008 sur Be 1
- Québec : 10 juillet 2009 sur TVA

- États-Unis : 7,44 millions de téléspectateurs[4](première diffusion)

- Laurence Mason (Sammy)
- Carlo Alban (Luis Gallego)
- Carlos Compean (Colonel Escamilla)
- Crystal Mantecon (Sœur Mary Francis)
- Dominic Keating (Andrew Tyge)
- Alex Fernandez (Cpt. Hurtado)
- F.J. Rio (Augusto)
- Curtis Wayne (Cheo)

Un nouveau détenu américain arrive à Sona, qui connait le sort qu'avait connu Bellick à son arrivée. Cependant, ce détenu reconnais rapidement Whistler, ce qui énervera ce dernier et donnera des doutes à Michael. Susan récupère pour de bon le livre de Whistler sur les oiseaux et le renvoie à Whistler en prison. Elle redéfinit le calendrier de l'évasion qui aura lieu le lendemain. Lincoln prépare une évasion avec Sofia, mais ne peuvent atteindre la prison par la route. Ils se rendent sur la plage près de la prison avec une glacière que Lincoln enterre en vue de l'évasion par la mer. Sucre est abordé dans la rue par l'associé de Lechero, Augusto, pour faire entrer des objets dans la prison, ce que le nouveau fossoyeur accepte.

### Épisode 6:Le dernier combat
7,7 M
- États-Unis : 5 novembre 2007 sur FOX
- Suisse : 16 janvier 2008 sur TSR1
- France : 31 janvier 2008 sur M6
- Belgique : 4 février 2008 sur Be 1
- Québec : 17 juillet 2009 sur TVA

- États-Unis : 7,69 millions de téléspectateurs[5](première diffusion)

- Kim Coates (Richard Sullins)
- Barbara Eve Harris (Lang)
- Laurence Mason (Sammy)
- Carlo Alban (Luis Gallego)
- Dominic Keating (Andrew Tyge)
- Alex Fernandez (Cpt. Hurtado)
- Marshall Allman (Lincoln 'L.J.' Burrows Jr)
- Curtis Wayne (Cheo)

L'évasion est prévue pour 15h. Michael et Whistler trouvent une échelle et une nouvelle cellule (celle de Papo, Cheo et Sammy) d'où ils s'évaderont. Mais un évènement imprévu survient : le nouveau détenu est assassiné et Lechero cherche à tout prix son meurtrier qu'il tuera lui-même. Whistler devient le premier suspect et est interrogé par Lechero, plaidant son innoence. Michael doit prouver son innocence pour sauver sa vie. Il est approché par T-Bag pour accuser du crime Sammy, avec qui il est en inimitié.
Mahone se voit proposer une offre qui pourrait le faire sortir de Sona par sa collègue Lang et l'agent des affaires internes Sullins. Il refuse, avant d'accepter de sortir, au moment où Michael, qui a trouvé l'arme du crime sous le lit de l'ex agent, le dénonce à Lechero. Heureusement, Lechero a trouvé le véritable assassin, son homme de main Cheo, qu'il tue froidement, ayant reconnu son odeur de cigare qu'il fume sur la scène du crime. Whistler est innocenté, mais il faut trouver une nouvelle diversion, car Lechero annule la diffusion du match de foot dans la prison pour exposer le corps de Cheo à la vue de tous.

### Épisode 7:Œil pour œil
Vincent Misiano
- Diffusion(s)
- États-Unis : 5 novembre 2007 sur FOX
- Suisse : 23 janvier 2008 sur TSR1
- France : 7 février 2008 sur M6
- Belgique : 11 février 2008 sur Be 1
- Québec : 24 juillet 2009 sur TVA

- États-Unis : 8,00 millions de téléspectateurs[5](première diffusion)

- Kim Coates (Richard Sullins)
- Barbara Eve Harris (Lang)
- Laurence Mason (Sammy)
- Carlo Alban (Luis Gallego)
- Alex Fernandez (Cpt. Hurtado)
- Marshall Allman (Lincoln 'L.J.' Burrows Jr)
- Carlos Compean (Colonel Escamilla)

Quand Michael apprend la mort de Sara, il provoque Whistler. Lechero donne rendez-vous dans quinze minutes aux deux combattants pour le combat. C'est une diversion orchestrée par Michael pour s'évader par la cellule de Sammy. Alors que le public attend impatiemment le combat, que le garde d'un des miradors s'évanouit drogué, et l'autre aveuglé momentanément par le soleil comme prévu, Michael et Whistler tentent de sortir par la cellule. Mais un nuage cache le soleil et Michael et Whistler doivent renoncer à l'évasion. Après avoir caché tant bien que mal l'échelle de fortune, ils sont retrouvés par Sammy qui les conduit dans la cour pour le combat. Michael et Whistler tentent d'annuler le combat, mais se retrouvent contraints de se battre. Le combat est finalement annulé par l'alerte après que les gardes ont découvert l'échelle et le garde drogué. Les gardes tuent un des membres de l'équipe de Lechero et remettent en cause l'autorité de Lechero, tout comme Sammy. Lechero confronte Scofield et l'oblige à s'associer dans son plan d'évasion.

### Épisode 8:Plus dure sera la chute
- États-Unis : 12 novembre 2007 sur FOX
- Suisse : 30 janvier 2008 sur TSR1
- Belgique : 11 février 2008 sur Be 1
- France : 14 février 2008 sur M6
- Québec : 31 juillet 2009 sur TVA

- États-Unis : 7,18 millions de téléspectateurs[6](première diffusion)

- Kim Coates (Richard Sullins)
- Barbara Eve Harris (Lang)
- Laurence Mason (Sammy)
- Carlo Alban (Luis Gallego)
- Leon Russom (Acteur)
- Reynaldo Gallegos (Cristobal)
- Castulo Guerra (Général Zavala)

Gretchen a donné un sursis à Michael de quatre jours. Michael et Whistler doivent trouver un nouveau plan d'évasion car les gardes renforcent les barreaux aux fenêtres. Lechero leur présente la galerie souterraine accessible depuis ses quartiers. La galerie ayant été bouchée par l'armée, Michael réflechit pour percer un tunnel au-dessus de la galerie qui débouchera dans le "No Man's Land". Il compte deux jours de travail, sachant que ce tunnel risque l'éboulement à tout moment.
Sammy recrute de nouveaux subordonnés. Mahone souffre du manque de drogue et livre un témoignage peu convaincant au tribunal. Il va retourner à Sona. Sofia apprend l'existence d'un appartement appartenant à Whistler. Elle l'explore en y découvrant de faux passeports, avant d'être interrompue par Gretchen venue faire le ménage dans l'appartement, non sans la menacer. Pendant ce temps, Lincoln et Sucre louent une cabane dans la jungle et enregistrent des coups de feu sur bande, ce qui leur servira plus tard.

### Épisode 9:Contre-pouvoir
- États-Unis : 14 janvier 2008 sur FOX
- Suisse : 9 avril 2008 sur TSR1
- Belgique : 10 avril 2008 sur Be 1
- France :  29 mai 2008 sur M6
- Québec : 7 août 2009 sur TVA

- États-Unis : 7,87 millions de téléspectateurs[7](première diffusion)

- Barbara Eve Harris (Lang)
- Laurence Mason (Sammy)
- Kim Coates (Richard Sullins)
- Carlo Alban (Luis Gallego)
- F.J. Rio (Augusto)
- Rey Gallegos (Cristobel)
- Castulo Guerra (Général Zavala)
- Julio Cedillo (Général Mestas)
- Marshall Allman (Lincoln 'L.J.' Burrows Jr)

À la suite de la tentative d'évasion, le colonel dirigeant la prison est remplacé par le général Zavala, qui avait démantelé le cartel de Lechero par le passé. Ce dernier soumet Michael à interrogatoire. Refusant de répondre, Michael se retrouve enfermé dans un "four" (cage avec du plastique place en plein soleil). Lechero et Whistler ne peuvent percer le tunnel sans Michael. Mahone est de retour à Sona où il espère faire parti de l'évasion. T-Bag lui propose d'affronter Sammy en échange de la drogue. Il refuse, préférant se sevrer lui-même. 
Gretchen emmène Lincoln rencontrer L.J.. Sucre est contraint par Augusto d'introduire dans la prison un paquet pour Sammy. Sucre profite de son passage à la prison pour apporter son soutien et de l'eau à Michael au four. Plus tard, Lincoln et Sucre se disputent en public à propos de la participation de Sucre à la contrebande de Lechero, et Gretchen va profiter de la situation pour proposer à Sucre d'espionner Lincoln. Pendant ce temps, Lechero est de plus en plus contesté en tant que chef de la prison. Bellick et T-Bag se doutent de quelque chose concernant une évasion. Bellick a un problème avec un des nouveaux associés de Sammy et doit le combattre. Bellick trouve de l'acétone dans une cellule pour s’imprégner ses poings, étourdissant son adversaire. Il remporte le combat à mort et est acclamé par la foule. T-Bag comprend rapidement son astuce.
- Bien que torturant Michael dans l'épisode, le général Zavala a tenté de lui venir en aide en confrontant Gretchen et le Cartel, mais son acte le conduira à la mort.
- Il est révélé que c'est le général Zavala qui avait démantelé le cartel de Panama dirigé par Lechero en envoyant ce dernier à la prison de Sona.

### Épisode 10:Régner et mourir
- États-Unis : 21 janvier 2008 sur FOX
- Suisse : 16 avril 2008 sur TSR1
- Belgique : 10 avril 2008 sur Be 1
- France : 29 mai 2008 sur M6
- Québec : 14 août 2009 sur TVA

- États-Unis : 7,81 millions de téléspectateurs[8](première diffusion)

- Laurence Mason (Sammy)
- Carlo Alban (Luis Gallego)
- Rey Gallegos (Cristobel)
- Felix Pire (Osberto)
- Alec Rayme (Cyrus)

Michael, Mahone, Whistler et Lechero commencent les travaux du tunnel avec l'aide de T-Bag, qui se joint à l'évasion, pour faire le guet. Lechero et T-Bag remontent pour que ce dernier aille chercher les outils. Mais peu de temps après, Sammy arrive armé pour évincer Lechero et le chasse de ses quartiers. Sammy devient le nouveau chef de Sona et annonce aux détenus une prime contre Michael Scofield. Pendant ce temps, Michael, Mahone et Whistler continuent à placer les planches de bois pour empêcher le tunnel de s'effondrer en attendant le retour de Lechero avec les outils, ignorants du changement de régime qui vient de se produire et qu'ils ne peuvent sortir des quartiers de Lechero sans être vus par l'équipe de Sammy qui l'occupe désormais. Whistler tente de raconter son histoire qui ne convainquent pas ses camarades, néanmoins Michael s'intéresse à son livre.
Lincoln demande à Sofia de l'accompagner pour l'aider à traduire pendant une transaction illégale avec un membre de l'organisation de Lechero pour acheter une bombe. Sucre fait aussi semblant de trahir Lincoln pour donner des fausses informations à Gretchen en échange de l'argent, mais Gretchen découvre la vérité et menace de faire tuer Maricruz s'il ne lui donne des vraies informations. Néanmoins, Sucre glisse la bombe de Lincoln dans la voiture de Gretchen.

### Épisode 11:30 secondes
- États-Unis : 4 février 2008 sur FOX
- Suisse : 23 avril 2008 sur TSR1
- Belgique : 17 avril 2008 sur Be 1
- France : 29 mai 2008 sur M6
- Québec : 21 août 2009 sur TVA

- États-Unis : 7,35 millions de téléspectateurs[9](première diffusion)

- Carlo Alban (Luis Gallego)
- Joseph Melendez (Rafael)
- Christian Bowman (Agent King)
- Victor Pagan (Carlos)
- Manuel Marrero (Auturo Monjares)
- Mo Deja (Cpt. Pumales)

Toute l'équipe s'organise pour l'évasion qui aura lieu le lendemain et Michael doit chercher une diversion tandis que le tunnel progresse rapidement pour déboucher dans le "No-man's-land". Mais l'équipe rencontre un problème : la pluie tombe sur Sona, menaçant de faire effondrer le tunnel. L'évasion est avancé finalement à la nuit. Un peu plus tard, un camion militaire passe dans le "No Man's Land" manquant lui aussi de faire effondrer le tunnel. Pendant ce temps, Gretchen a trouvé la bombe placée dans sa voiture par Sucre, faisant ainsi échouer le plan de contre-attaque de Lincoln. Sofia, qui commence à prendre ses distances auprès de Whistler, est enlevée par Gretchen et devient une monnaie d'échange tout comme L.J.. Gretchen exige que Whistler trouve les coordonnées dans son livre. Whistler trouve les coordonnées, mais ne remet que la moitié à Gretchen, en attendant l'autre à la sortie. 
Pendant que l'équipe continue de creuser le tunnel, Michael demande de l'aide à Sucre pour lui donner des informations sur le générateur électrique de Sona. Grâce à cela, Michael, après avoir appelé la société du générateur, peut déterminer le temps qu'il faut pour s'évader. Pendant ce temps, Sucre sabote les véhicules des gardes, mais se fait arrêter par les gardes lorsqu'il avait fini. Michael accepte d'intégrer McGrady à l'évasion. 

### Épisode 12:Contre vents et marées
- États-Unis : 11 février 2008 sur FOX
- Suisse : 30 avril 2008 sur TSR1
- Belgique : 17 avril 2008 sur Be 1
- France : 5 juin 2008 sur M6
- Québec : 28 août 2009 sur TVA

- États-Unis : 7,84 millions de téléspectateurs[10](première diffusion)

- Carlo Alban (Luis Gallego)
- Marco Rodriguez (Cpt. Soco)
- Julio Cedillo (Général Mestas)
- Marshall Allman (Lincoln 'L.J.' Burrows Jr)
- Joseph Melendez (Rafael)
- Gustavo Mellado (Alfonso Gallego)

La lumière est éteinte, Lechero, Bellick et T-Bag sortent en premier, mais ils se font capturer par les gardes quand les lumières se rallument trente secondes plus tard. Lechero est gravement blessé durant sa tentative. Les gardes entrent dans la prison pour obliger les fuyards à dévoiler le tunnel. Pourtant le véritable plan de Michael se déroule comme prévu : en se servant de l'alerte, Michael, Mahone, McGrady et Whistler sortent à leur tour du tunnel en se faufilant dans les ombres des véhicules stationnés dans le "no man's land" pour l'interpellation des premiers fugitifs, et passent sans difficulté la clôture que Sucre avait aspergé de produit dans l'épisode 4. Les gardes trouvent le tunnel vide et voient un trou dans la clôture.
Les quatre évadés rejoignent Lincoln pour courir en direction de la plage, poursuivis par les gardes. Mais dans la course, Whistler se tord la cheville, ce qui va les retarder. Heureusement ils atteignent la plage, où ils s'enfuient par l'océan grâce à des bouteilles d'air contenues dans la glacière. Ils parviennent à une bouée dans les eaux internationales où ils attendent que Sucre les récupèrent en bateau. Malheureusement, ils ne pourront pas compter sur lui car celui-ci est en garde à vue depuis le début de la soirée. Heureusement, le père de McGrady vient à leur secours. L'évasion est une réussite. 

### Épisode 13:Vengeance
- États-Unis : 18 février 2008 sur FOX
- Suisse : 7 mai 2008 sur TSR1
- Belgique : 17 avril 2008 sur Be 1
- France : 5 juin 2008 sur M6
- Québec : 4 septembre 2009 sur TVA

- États-Unis : 7,40 millions de téléspectateurs[11](première diffusion)

- Carlo Alban (Luis Gallego)
- Julio Cedillo (Général Mestas)
- Rene Rivera (Acteur)
- Marshall Allman (Lincoln 'L.J.' Burrows Jr)
- Gustavo Mellado (Alfonso Gallego)
- Joseph Melendez (Rafael)
- Crystal Mantecon (Sœur Mary Francis)

Michael et Lincoln poursuivent Whistler qui s’est échappé. Whistler, qui pense les avoir semé, appelle Gretchen pour la prévenir qu’il vient la rejoindre comme prévu, mais Lincoln surgit dans son dos et l’assomme. Les frères contactent alors à leur tour Gretchen et lui donnent un rendez-vous dans un autre endroit choisi par Michael ; cette fois, c'est lui qui prend les rênes. 
Sucre est torturé et battu mais il ne dévoile aucune information sur Michael et les autres. Il se retrouve sur le point d'être enterré vivant mais refuse de parler. Son téléphone sonne et Sucre fait ses adieux à ses amis Lincoln et Michael avant de casser son téléphone devant les gardes. T-Bag vient en aide à Lechero, toujours gravement blessé et lui révèle que les règles ont changé. Il oblige Lechero à faire rentrer une importante somme d'argent dans la prison. Puis, il assassine Lechero et prend les rênes de la prison, au moment où Sucre se retrouve incarcéré dans Sona. Quant à McGrady, il parvient à échapper aux services de police en se cachant dans un compartiment secret du pick-up de son père et rentre chez lui en Colombie où toute sa famille l'attend.
- Une erreur apparait dans l'épisode : McGrady et son père arrivent à la frontière colombienne en voiture. Or c'est totalement impossible compte tenu qu'il n'existe pas de route qui traverse la frontière Panama-Colombie.

## Visitation
Prison Break Visitation sont des mobisodes réalisés pour les possesseurs d'Iphone, visant à promouvoir la troisième saison.
Ils se présentent comme des scènes bonus de 3 à 5 minutes, dans lesquels les prisonniers de Sona reçoivent des visites de leurs proches.
Ces mobisodes sont exclusivement en Anglais.
- 3x01 - Survivre : McGrady parle de Michael à son père.
- 3x03 - Le chat et la souris : La femme de Sammy vient lui rendre visite et lui offre un spectacle fort sympathique.
- 3x05 - Interférence : Lechero reçoit la visite de sa femme.
- 3x07 - Œil pour Œil : Sammy annonce la mort de Papo à sa petite amie.
- 3x09 - Contre-pouvoir : Bellick reçoit la visite d'une femme qui le prend pour Scofield.
- 3x11 - 30 Secondes : T-Bag parle de Lechero à la prostituée de Sona.